# Zuckerhutglocke

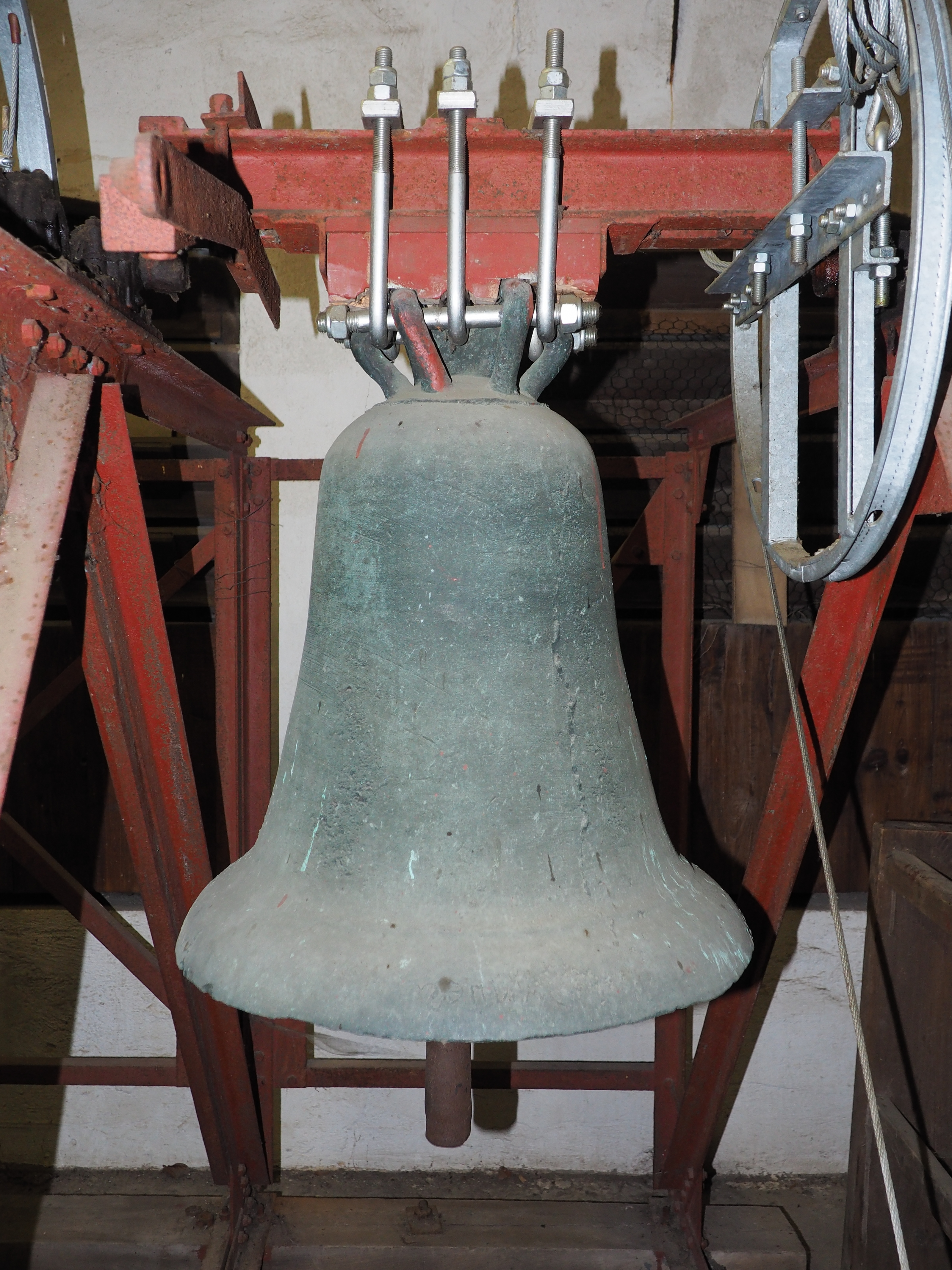
Evangelistenglocke in Niederwetz

Zuckerhutglocken gehören zu den frühen europäischen Bronzeglockenformen.
Im späten 12. Jahrhundert entwickelte sich die Zuckerhutform, vorher war die Bienenkorbglocke die verbreitete Form. Einige Exemplare dieses Glockentyps sind noch vorhanden.
Aus dem Zuckerhut entwickelte sich über Zwischenformen die nächste Phase der Glockentypen, nämlich die gotische Rippe, deren ältestes erhaltenes Exemplar auf das Jahr 1200 datiert werden kann.
Ein vollständiges Zuckerhutglocken-Ensemble (auf gis1 aufbauend) aus dem Jahre 1221 befindet sich in der Ober-Mockstädter Pfarrkirche.

## Zuckerhutglocken (Auswahl)
| Ort                                           | Bezeichnung                                  | Gussjahr        | Nominal | Durchmesser (cm) | Gewicht (kg) | Bemerkung                                                   |
| --------------------------------------------- | -------------------------------------------- | --------------- | ------- | ---------------- | ------------ | ----------------------------------------------------------- |
| Bergkapelle, Büsingen                         |                                              |                 |         |                  |              |                                                             |
| Glockenmuseum in der Stiftskirche, Herrenberg | Armsünderglocke (heute: Tetragramatonglocke) | um 1212         | g2/f2+7 | 56               | 132          | wird als Sabbatglocke geläutet, älteste Glocke Württembergs |
| Münster, Konstanz                             | Totenglöckchen                               | um 1200         | cis3    | 55               |              |                                                             |
| Evangelische Kirche, Niederwetz               | Evangelistenglocke                           | frühes 13. Jhd. | g2+5    | 56,7             | ca. 150      |                                                             |
| Pfarrkirche, Ober-Mockstadt                   | Elfuhrglocke                                 | vor 1221        | gis1    |                  | ca. 500      | vollständiges Zuckerhutglocken-Ensemble                     |
| Pfarrkirche, Ober-Mockstadt                   | Totenglocke                                  | vor 1221        | g2      |                  |              | vollständiges Zuckerhutglocken-Ensemble                     |
| Pfarrkirche, Ober-Mockstadt                   | Pfaffenglöckchen                             | vor 1221        | cis3    |                  |              | vollständiges Zuckerhutglocken-Ensemble                     |
| St. Nikolaus, Überlingen                      | Totenglöckchen                               |                 | c3      | 56               | 90           | klangschön                                                  |
| Stiftskirche, Fischbeck                       | -                                            | nach 1234       | as2±0   | 55               | ca. 120      | klanglich ihrer Zeit voraus                                 |
| St. Jürgen, Lilienthal                        | -                                            | um 1190         | as2+6   | 65               | ca. 170      |                                                             |
| St. Martin, Jesteburg                         | -                                            | um 1200         | c3−7    | 47,2             | ca. 85       |                                                             |
| St. Vitus, Rammelkam                          | -                                            | 13. Jh.         | fis2±0  | 40               |              | älteste Glocke im Erzbistum München und Freising            |